# Second Vermont Republic

Drapeau du Second Vermont Republic (Seconde République du Vermont

La Second Vermont Republic (ou SVR ou Seconde République du Vermont) est un mouvement sécessionniste dans l'État du Vermont, aux États-Unis, visant à redonner le statut d'État indépendant tel qu'il le fut entre 1777 et 1791. L'organisation a été fondée par Thomas Naylor, un ancien professeur de sciences économiques à l'université Duke qui a commencé le mouvement de sécession quand il a édité le livre The Vermont Manifesto. 
En janvier 2005, le mouvement avait 125 membres. Le site internet de SVR indique que « notre premier objectif est de dégager le Vermont paisiblement des États-Unis aussitôt que possible. »
Elle veut dissoudre l'union sans violence, et souhaite que le Vermont regagne l'indépendance qu'il avait acquise de 1777 à 1791 dans la République du Vermont.
Les défenseurs de la Seconde République du Vermont approuvent l'engagement courant du Vermont à de petites et soutenables villes, fermes et entreprises, et encouragent les résidents de l'État à acheter des produits faits localement et vendus dans de petits magasins possédés par des locaux. Ils croient également à la démocratie directe au niveau local et désirent donner autant de pouvoir que possible aux communautés locales.